# 李文意
李文意（英語：Myrilla Li，1991年1月11日—），香港主持、演員，自2017年起為ViuTV及港台電視31主持節目。

## 簡歷
李文意畢業於聖保祿中學及香港浸會大學傳理系，主修電影，其後曾到英國工作假期超過一年，在欧洲超過10個國家旅遊。回港後，她用筆名「My叔」撰寫旅遊及飲食文章。
2016年，李文意開始拍攝介紹美食的網上短片而開始為人認識。2017年，她開始在viuTV及港台電視31擔任節目主持及演出劇集，代表作包括主持《2蚊遊》第二季及《日常8點半》。2021年1月，她參加ViuTV的《最後一屆口罩小姐選舉》，進入12強。

## 演出

### 節目主持
| 年份        | 頻道       | 節目名                   |
| 2017年      | ViuTV      | 《2蚊遊2》               |
| 2017年      | 港台電視31 | 《全港公開馬拉松排球賽》 |
| 2017-2018年 | 港台電視31 | 《自在8點半》            |
| 2018年      | ViuTV      | 《全港的》               |
| 2018年      | ViuTV      | 《世界盃》               |
| 2018-2020年 | 港台電視31 | 《日常8點半》            |
| 2022年      | ViuTV      | 《消失的文化》           |
| 2022年      | ViuTV      | 《養生一族》             |
| 2024年      | 港台電視31 | 《大師對談》第八季       |

### 節目演出
| 年份        | 頻道       | 節目名                           | 性質                   |
| 2016年      | 港台電視31 | 《青春聯合體》                   | 嘉賓                   |
| 2017年      | ViuTV      | 《Trip精》                       | 第3集嘉賓              |
| 2018年      | ViuTV      | 《Good Night Show 全民星戰》     | 全民隊參賽者           |
| 2018年      | ViuTV      | 《Good Night Show 全民睇波派對》 | 嘉賓                   |
| 2018-2019年 | ViuTV      | 《Good Night Show 個個得把口》   | 演出者                 |
| 2021年      | ViuTV      | 《最後一屆口罩小姐選舉》         | 參賽者                 |
| 2021年      | ViuTV      | 《嫌疑事件簿》                   | 第13集客串飾演死者My叔 |
| 2023年      | HoyTV      | 《東呃西騙》                     | 演出者                 |
| 2023年      | ViuTV      | 《MM730困獸鬥》                  | 嘉賓                   |
| 2024年      | ViuTV      | 《造星唔造星？》                 | 嘉賓                   |

### 短片演出
| 年份   | 頻道                     | 劇名             | 角色   |
| 2020年 | 第十四屆鮮浪潮國際短片節 | 《聽不到的聲音》 | 女配角 |
| 2021年 | 映誌高                   | 《鑄花》         | 女主角 |

### 音樂錄像演出
| 年份   | 歌手    | 歌名             |
| 2019年 | 關楚耀  | 《樹窿》         |
| 2020年 | Delta T | 《VR Part Two》  |
| 2021年 | 呂爵安  | 《My Apple Pie》 |
| 2022年 | 周國賢  | 《身後身》       |

### 電視劇集
| 年份   | 頻道       | 劇名                                | 角色              |
| 2017年 | ViuTV      | 《瑪嘉烈與大衛系列 前度》           | 女朋友（第7集）   |
| 2018年 | 港台電視31 | 《沒有牆的世界》（第9單元：小玩意） |                   |
| 2018年 | 港台電視31 | 《那些年那些歌》－王傑篇            |                   |
| 2018年 | 港台電視31 | 《新導演放映室》－劍道少女          |                   |
| 2018年 | ViuTV      | 《身後事務所》                      | Jacy（第22-23集） |

### 廣告
| 年份   | 品牌                  | 性質           |
| 2017年 | 百老匯電器            | 電視廣告       |
| 2017年 | PlayStation VR        | 平面廣告       |
| 2017年 | 元氣壽司              | 網上廣告       |
| 2017年 | Samsung Galaxy C8     | 網上廣告       |
| 2017年 | OK便利店              | 網上廣告       |
| 2018年 | 黑人牙膏              | 網上廣告       |
| 2018年 | Pizza Hut             | 電視及網上廣告 |
| 2018年 | 及時雨信貸            | 電視廣告       |
| 2018年 | 澳門旅遊局            | 網上宣傳片     |
| 2018年 | Samsung Galaxy Studio | 網上廣告       |
| 2018年 | 喜療疤                | 平面廣告       |
| 2018年 | Atorrege AD+          | 網上廣告       |
| 2019年 | Atorrege AD+          | 網上廣告       |
| 2019年 | The Overlander        | 網上及平面廣告 |
| 2019年 | NowTV                 | 電視廣告       |
| 2020年 | Gregory               | 網上廣告       |
| 2020年 | The Overlander 羽絨   | 網上廣告       |
| 2020年 | 海港城                | 網上廣告       |
| 2021年 | CHUMS                 | 網上廣告       |

## 外部連結
- 李文意的Facebook專頁
- 李文意的Instagram帳戶